# Плавучий маяк

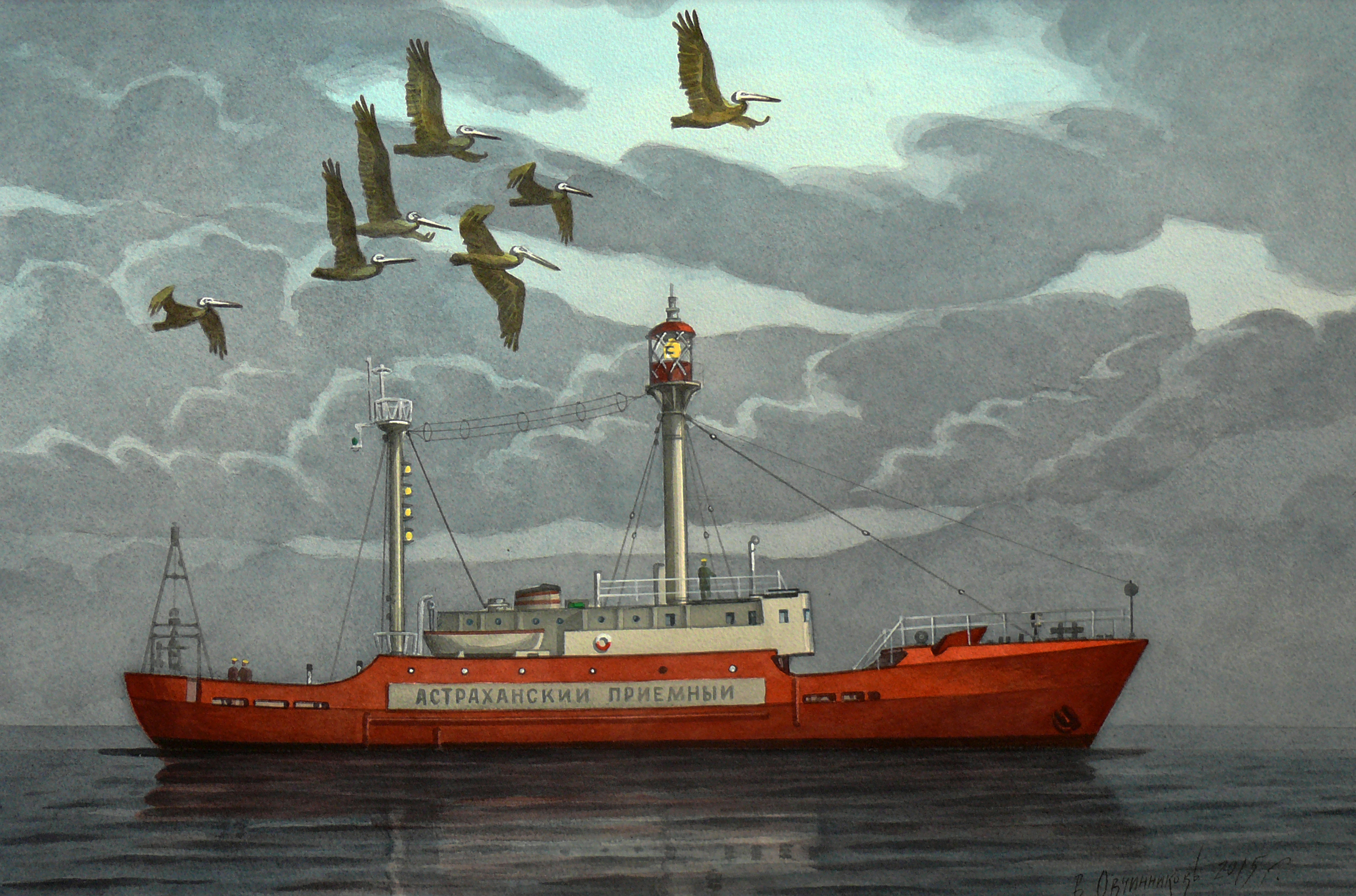
«Маяк Астраханский приёмный».
Картина В. И. Овчинникова

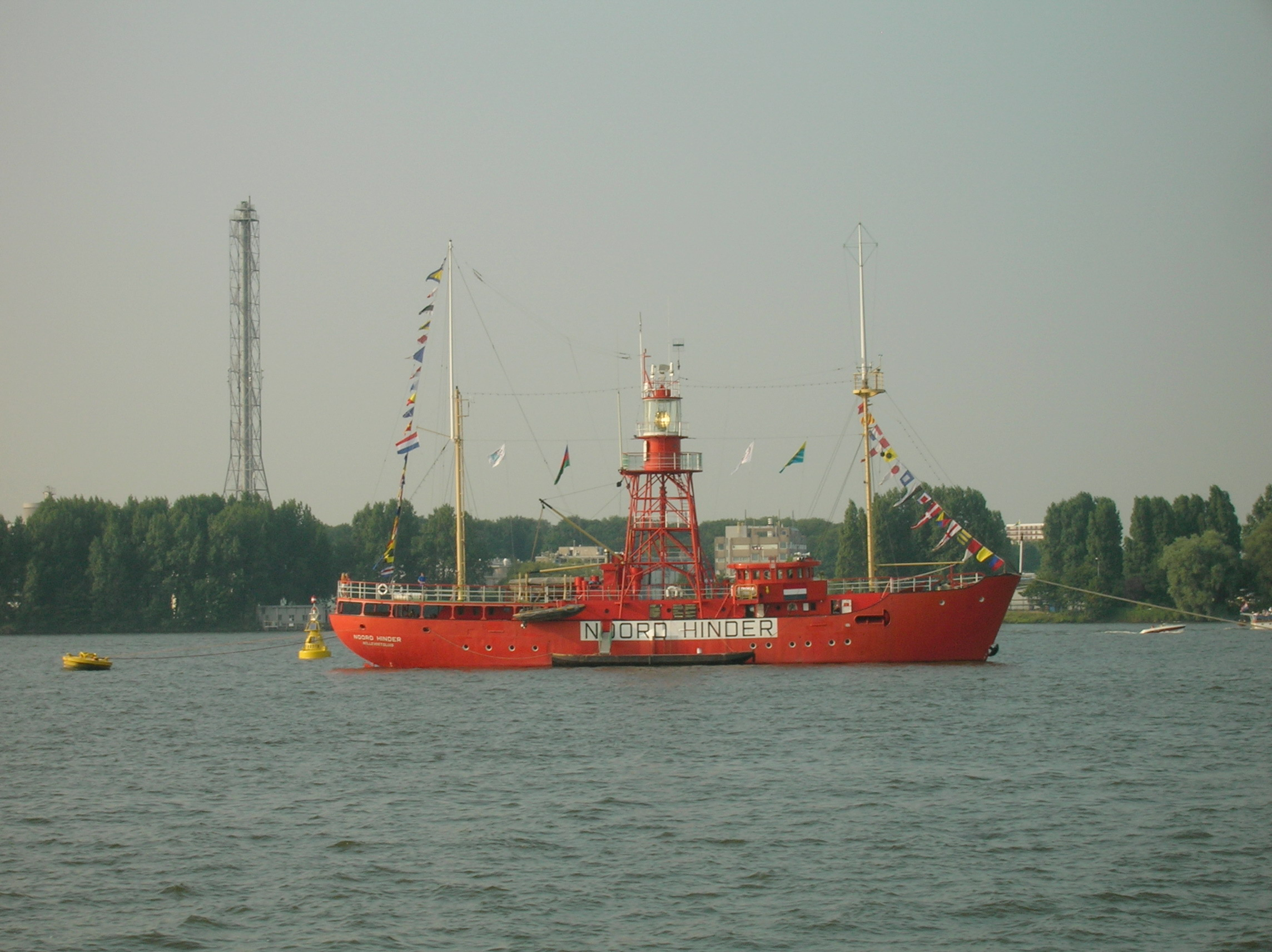
Плавучий маяк «Noord Hinder».

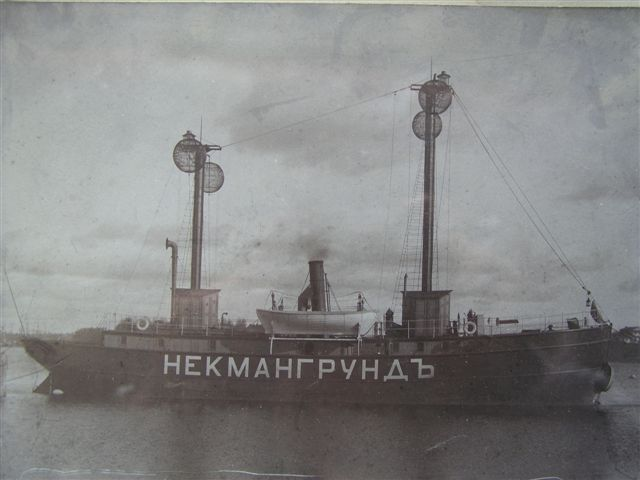
Плавучий маяк «Некмангрунд»

Плавучий маяк — судно особой конструкции с характерными элементами надстройки и контрастной отличительной окраской, установленное на якоре в определённом месте с заведомо известными мореплавателям координатами. Плавучие маяки устанавливаются в открытом море для ограждения наиболее опасных мелей и подводных скал, а также близ портов в качестве приёмных навигационных знаков и лоцманской станции на входе в фарватер. Оборудуются светосигнальными, звукосигнальными и радиосигнальными средствами для подачи сигналов о своём местоположении. Для узнаваемости плавучего маяка в дневное время на его мачтах поднимались шары. Сорванный с якоря плавучий маяк днем поднимает два черных шара — один в носовой части, другой в кормовой; ночью зажигает там же по одному красному огню.
Штатным местом нахождения плавучего маяка считается точка постановки якоря на дне водоёма. Погрешность определения координат якорения не должна превышать 50 метров, а радиус циркуляции плавучего маяка на поверхности водоёма — не более четырёх глубин места постановки якоря. Плавучие маяки могут быть обитаемыми и автоматическими (без команды), самоходными и несамоходными, в последнем случае до точки постановки они идут на буксире. Конструкция плавучего маяка должна предусматривать устойчивость судна к качке, исключительную надёжность якорения, для чего применяется грибовидный (зонтообразный) якорь, а также всё необходимое для длительной автономной службы команды плавучего маяка на позиции.

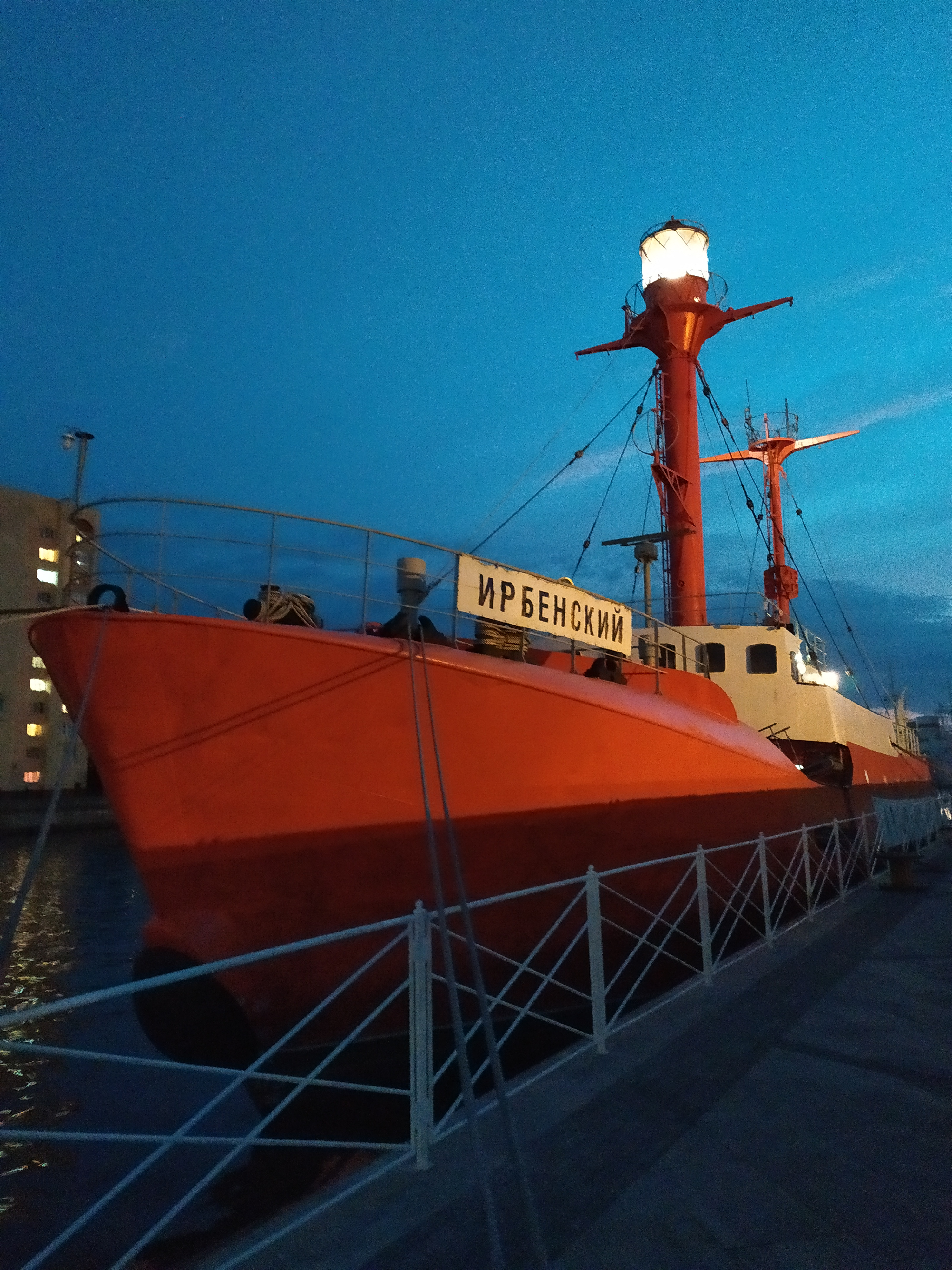
Плавучий маяк Ирбенский в Музее Мирового океана

Первый плавучий маяк, Nore, был установлен в устье Темзы в 1732 году по частной инициативе Дэвида Эвери и Роберта Гэмблина, которые предполагали брать с мореплавателей плату за безопасный проход по фарватеру ориентируясь на плавучий маяк. Впоследствии установка плавучих маяков в Британии и других странах перешла в ведение учреждений, занимающихся безопасностью мореплавания и навигационным обеспечением морских театров. Золотой век плавучих маяков пришёлся на конец XIX-начало XX века, когда в мире выставлялось несколько сотен плавмаяков, в том числе в России — порядка тридцати. На подходах к портам могли использоваться не только суда специальной постройки, но и различные списанные плавсредства-брандвахты, способные нести отличительные огни. Суда такого типа выставлялись и на пресных водоёмах — на Великих озёрах в США и на озёрах Ладожском, Ильмене, Чудском и Псковском в России. Во время Первой мировой войны плавучие маяки рекрутировались на военный флот и использовались для ограждения минных полей. Наибольшим флотом плавмаяков обладали Великобритания, Германия и США.
С 1930-х годов с развитием технологий строительства маяков на гидротехническом основании, увеличением дальности береговых оптических систем и мощных светящих буёв ледового класса, а также с развитием радионавигации необходимость в службе плавучих маяков сходила на нет. Часть плавучих маяков была полностью автоматизирована и обходилась без команды. Последними обитаемыми плавучими маяками, построенными в мире, были «Ирбенский» и «Астраханский-приёмный» 1962—1963 гг.постройки, заказанные Советским Союзом в Финляндии для размещения в Ирбенском проливе и на Каспии.

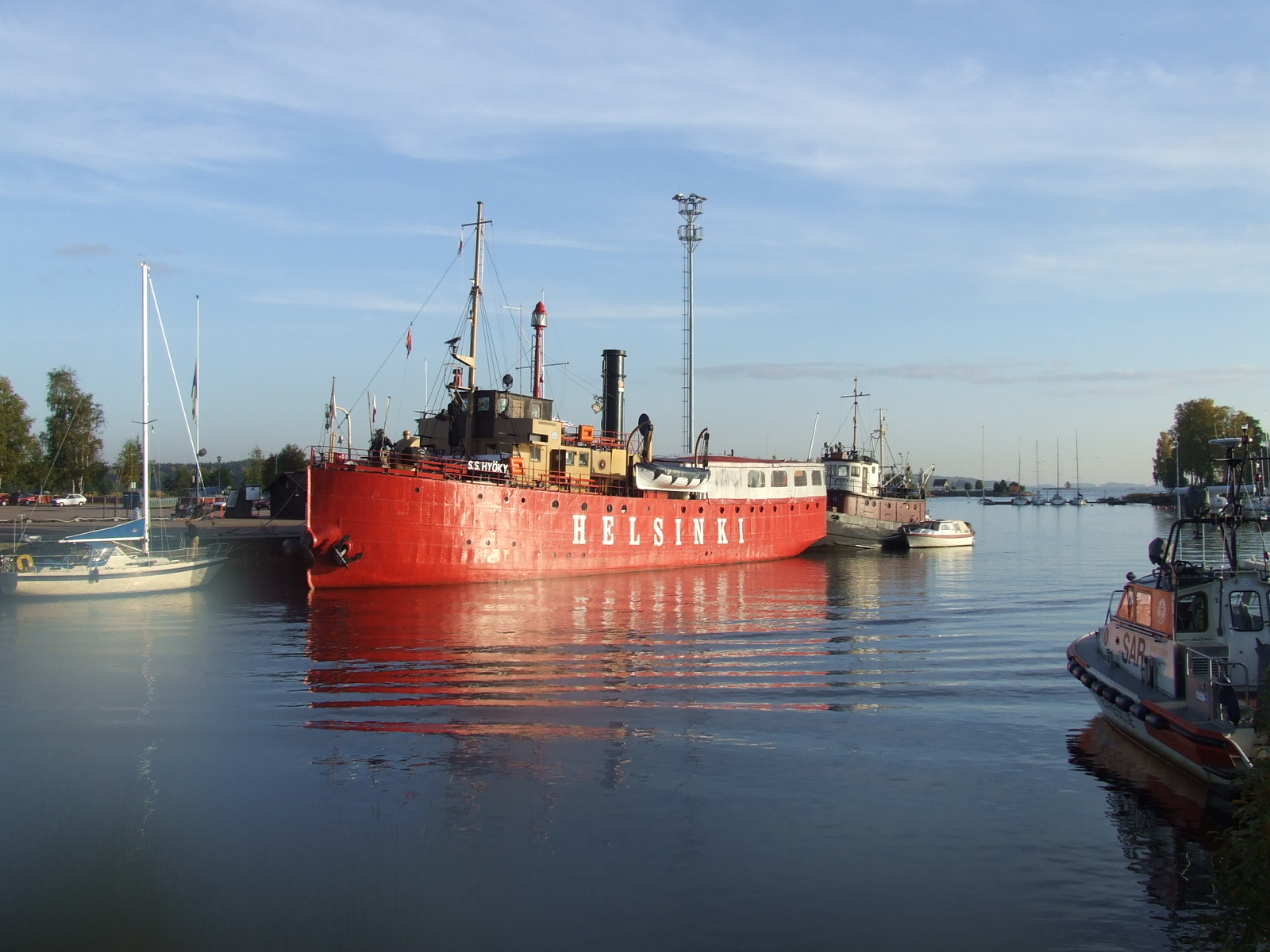
Плавучий маяк Helsinki (бывший Либавский)

Некоторые из списанных плавучих маяков были переоборудованы в прогулочные суда, плавучие дома и дебаркадеры, иные сохранены в исходном виде в музейных целях. Единственный сохранившийся в России плавучий маяк — «Ирбенский» — выставляется у причальной стенки Музея Мирового океана в Калининграде, а единственный доживший до наших дней плавучий маяк российской постройки — Либавский/Helsinki — как частный музей в городе Хамина, Финляндия.